# Volodimir Andrijovics Sepeljev
Volodimir Andrijovics Sepeljev (ukránul: Володимир Андрійович Шепелєв; Altesztove, 1997. június 1. –) ukrán válogatott labdarúgó, jelenleg a Dinamo Kijiv játékosa.

## Pályafutása

### Klubcsapatban
A Csornomorec Odesza csapatában nevelkedett, majd innen került 2010-ben a Dinamo Kijiv akadémiájára. 2017. február 25-én mutatkozott be az első csapatban a bajnokságban a FK Luhanszk ellen kezdőként.

### A válogatottban
Végigjárta a korosztályos válogatottakat. 2017. június 6-án mutatkozott be a felnőtt válogatottban a máltai labdarúgó-válogatott elleni barátságos mérkőzésen, az első félidőben kapott lehetőséget az 1–0-ra elvesztett mérkőzésen, majd Szerhij Szidorcsuk váltotta őt.

## Sikerei, díjai
- Dinamo Kijiv
  - Ukrán bajnok (1): 2020–21
  - Ukrán kupa (2): 2019–20, 2020–21
  - Ukrán szuperkupa (3): 2018, 2019, 2020